# Raionul Hoșcea, Rivne
Hoșcea (în ucraineană Гощанський район, transliterat: Hoșceanskîi raion) este un raion în regiunea Rivne, Ucraina. Reședința sa este așezarea de tip urban Hoșcea.

## Demografie
Componența lingvistică a raionului Hoșcea
     Ucraineană (99,08%)
     Alte limbi (0,87%)
Conform recensământului din 2001, majoritatea populației raionului Hoșcea era vorbitoare de ucraineană (99,08%), existând în minoritate și vorbitori de alte limbi.